# 白山一里野県立自然公園

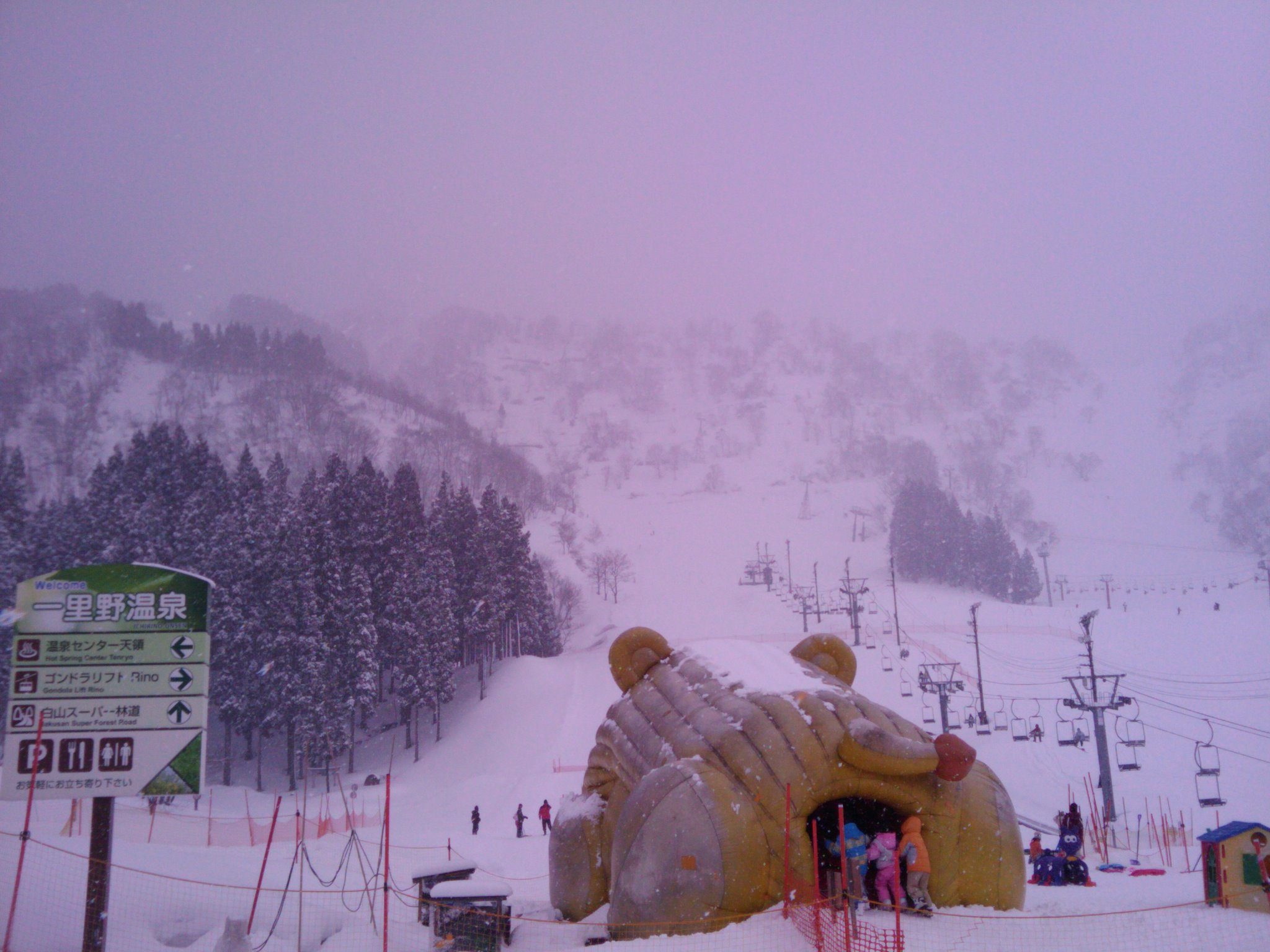
白山一里野温泉スキー場

白山一里野県立自然公園（はくさんいちりのけんりつしぜんこうえん）は、石川県の県立自然公園。白山市の山間部に位置する。

## 概要
石川県南東部の山間にある白山一里野温泉を中心に、白山国立公園に隣接する地域一帯からなる自然公園である。1973年（昭和48年）9月1日に石川県で4番目の県立自然公園として指定された。指定面積は当初1,826haであったが、1990年（平成2年）4月17日に1,864haに変更された。
白山一里野温泉は手取川の支流尾添川と目附谷（めつこだに）川の合流する地点にできた小規模な河岸段丘にある。尾添川は、石川県の最高峰白山から北方に延びる山稜に沿って流れ、急峻な地形を形成している。付近はスギの人工林が散在するほか、コナラ、ミズナラ、カエデなどの落葉広葉樹林で占められている。岐阜県白川村とを結ぶ白山白川郷ホワイトロードの起点に位置し、ブナオ山観察舎では石川県の県鳥であるイヌワシやニホンカモシカ、ニホンザルなど野生動物の自然の姿を観察することができる。
豪雪となる冬期には白山一里野温泉スキー場が開設される。スキー場のゴンドラは夏期も運転しており、山頂駅付近には展望台が設けられている。白山一里野温泉は白山登山の加賀禅定道の中継地点でもあり、ゴンドラの山頂駅には加賀禅定道の脇道である加賀新道の登山口がある。

## 地理

### 山岳
- 檜倉（1,214m）

### 河川
- 尾添川
- 目附谷川
- ハライ谷

## 観光地
- 白山一里野温泉
- 白山一里野温泉スキー場
- 白山白川郷ホワイトロード
- ブナオ山観察舎

## アクセス
白山一里野温泉まで
- 北陸鉄道石川線鶴来駅からバスで50分
- 北陸自動車道小松インターチェンジから国道360号で60分
- 東海北陸自動車道白川郷インターチェンジから白山スーパー林道で60分

## 関連市町村
- 白山市（旧・石川郡尾口村）